# بئر الشهداء
بئر الشهداء' بلدية بولاية أم البواقي. قتلت فرنسا 447 جزائريـا بينهم عروس وزوجهـا و رمتهم في البئـر، هي بئر ليست ككل الآبار..بئر رأت فيها فرنسا الاستعمارية وسيلة لطمس وإخفاء جرائمها البشعة المرتكبة في حق شعب أعزل رفض الذل والهوان..بئر اختلطت مياهها بدماء 447 شهيدا من شهداء ثورة التحرير..هي بئر تحكي اليوم بين جنباتها 447 قصة وقصة من قصص ثورة نوفمبر الخالدة.
تشير شهادات تاريخية تناقلتها ثلة ممن عايشوا ونجوا من حادثة الإبادة الوحشية التي تعرض لها سكان مدينة بئر الشهداء التي كانت تحمل إبان الفترة الاستعمارية تسمية «لوفاسور»، بأن ضباطا وجنودا فرنسيين ومن أبرزهم الملازم الأول يهودي الأصل ديزو تفننوا في إذاقة سكان المدينة ألوان التعذيب إلى جانب التعدي على الحرمات ونهب الممتلكات، غير أنه وفي الفترة الممتدة بين أواخر سنة 1958 وبداية سنة 1959 كثف المستعمر من حملة اعتقالات، مست عددا كبيرا من المواطنين الأبرياء من رجال ونساء وحتى أطفال وشيوخ.
الشهادات التي تناقلتها المؤلفات التي تحكي عن الثورة، بينت بأنه وفي ظروف غامضة قامت فرنسا الاستعمارية بقتل عدد كبير من الموقوفين خاصة المتواجدين بمحتشد فور بدوار زاوية بن زروق لتحمل بعدها تحت جنح الظلام جثث الشهداء وترمي بها في البئر.
وروى المجاهد الراحل لكبير التونسي متحدثا عن رؤيته رفقة 5 عناصر من جيش التحرير أثناء تواجدهم بدوار أولاد عمار، من خلال منظار ليلي كان بحوزته، سيارة عسكرية فرنسية من نوع «جيب» ترددت إلى البئر أربع مرات متتالية، ولم يعلم هو ومن معه بأن الأمر يتعلق بنقل جثث الشهداء ورميهم داخل البئر التي يبلغ عمقها 43 مترا وتحوي مترين من الماء إلا بعد الاستقلال.
و اتضح بأن جنود الاحتلال يقومون برمي الجثث وبعدها يقومون بصب مادة سامة فوق الجثث نفسها بهدف إخفاء معالم الجريمة، المجاهد لكبير التونسي، أوضح بأن عدد الشهداء الذين اكتشفت رفاتهم وصل إلى 447 شهيدا.
من جهته يكشف المجاهد عبد الحفيظ علاوة، بأنه رفقة عدد من المجاهدين علموا بتعرض عدد من سكان المدينة للإعدام بينهم عروس وزوجها تم إعدامهما يوم زفافهما، غير أنه بيّن بأن مكان دفن الجثث لم يتضح إلا بعد الاستقلال على مستوى البئر.
وتكشف الجدارية التي أنجزت في محيط البئر بأنه وبتاريخ 25 جويلية من سنة 1962، وبعد معلومات مدققة مقدمة من بعض من كان يتكتم على أمر البئر سابقا خشية من الفرنسيين، تم استخراج رفاة 447 شهيدا وسميت حينئذ البئر ببئر الشهداء ليعمم الاسم على المدينة خلفا للإسم الفرنسي «Levasseur»، وأشارت الجدارية إلى أن الجثامين المستخرجة ترجع لمجاهدين من المنطقة ومن مناطق مجاورة تم إعدامهم في مراكز التعذيب والاستنطاق.